# Chrysotoxum elegans
Espèce
Chrysotoxum elegans est une espèce d'insectes diptères brachycères de la famille des syrphidés (syrphes). Elle est trouvée en Europe.
La biologie de ses larves est mal connue, on estime qu'elles se trouvent dans le sol où elles se nourriraient de pucerons vivant sur les racines.